# Integrated Shop-System
Integrated Shop-Systeme (integrated englisch: „eingebaut“, „fest eingebaut“) sind Internet-Shops, die auf einer Homepage angezeigt werden, obwohl der eigentliche Shopbetreiber nicht der Homepageinhaber ist. Diese Technik ist nicht zu verwechseln mit den Reseller-Systemen, bei denen Wiederverkäufer bei Shopanbietern einen angeblich eigenen Internetshop haben, der sogar optisch von den Wiederverkäufern auch individuell gestaltet werden kann. Die eingebauten Shop-Systeme sind für den Laienbesucher einer Homepage nicht leicht erkennbar. In diesen Systemen wird die Technik des Internets ausgereizt. Jeder kann auf seiner Homepage einen Fremdshop laufen lassen und bekommt im Falle von Verkäufen Provisionen. Dieses System ist nicht mit den Affiliate Partnerprogrammen zu verwechseln. Der Grundgedanke ist, dass ein Internetshopbetreiber beliebig vielen Internetseitenbesitzern seinen Shop zur Verfügung stellt und vorher vereinbarte Vermittlungsprovisionen zahlt, wenn über die Fremdseiten Umsätze erzeugt wurden. Die Partner der Shopanbieter erhalten einen oder einige Links, dazu eine feste Kunden-ID, die mit jedem Aufruf übergeben wird. 
Die Links sind so aufgebaut, dass nur die eine darzustellende Seite angezeigt wird, dazu werden seitens des Shop-Systems die anderen Seiten, das Menüsystem und das Design nicht angezeigt. 
Mit dieser Integrated Shop-System-Technik kann auf jeder beliebigen Homepage ein Shop betrieben werden, der optisch zwar auf der aufgerufenen Homepage zu sein scheint, aber sich auf der Homepage des Shop-Betreibers befindet. 
Diese Technik wird auch von Reiseanbietern angeboten. So kann man auf der eigenen Internetseite ein komplettes Reisebuchungssystem einbinden, hat jedoch fast nur seine eigene Website zur Verfügung gestellt und beim Aufruf die eigene Kunden-ID mitgegeben. Werden so Reisebuchungen erzeugt, dann werden die Provisionen korrekt gezahlt, denn die Zuordnungen sind eindeutig.